# Акуличева, Елизавета Александровна
Елизавета Александровна Акуличева (5 февраля 1935, Ленинград — 7 апреля 1988, там же) — советская и российская актриса театра и кино. Заслуженная артистка РСФСР (18 января 1973).

## Биография
Училась на биолого-почвенном факультете ЛГУ. Занималась в самодеятельной студии под руководством Е. В. Карповой.
Работала в театрах Петрозаводска и Кирова.
Актриса ленинградских театров им. Комиссаржевской (1962—1977) и им. Пушкина (1977—1988).
Умерла 7 апреля 1988 года от болезни.

## Театральные работы[7]
- Театр им. Комиссаржевской: Патриция («Миллионерша»)
- Лика («Насмешливое мое счастье»)
- Климентина («Забыть Герострата!»)
- Царица Ирина («Царь Федор Иоаннович»)
- Томка («Пелагея и Алька»)
- Кэти («Иосиф Швейк против Франца Иосифа»)
- Минушон («Чао!»)
- Сольвейг в музыкально-драматической композиции «Пер Гюнт» (дуэт Елизаветы Акуличевой и Киры Изотовой, певицы Ленинградской филармонии).
- Ленинградский государственный театр Эстрады: Ивонн — «Ужасные родители» Ж. Кокто (1981, постановка Г. Егорова)
- Ольга — «Пять романсов в старом доме» В. Арро (1982, постановка Г. Егорова)

## Фильмография[9]
- Дорога правды (Валя) 1956
- Жизнь Галилея (Virginia) 1965
- На диком бреге (Дина) 1966
- Долгая счастливая жизнь (буфетчица) 1966
- Несерьезный человек (Таня) 1967
- Пядь земли (Орлова) 1968
- На даче (Женя Выходцева) 1970
- Первые радости (Извекова) 1977
- Правда лейтенанта Климова (Зоя, мать Павла) 1981
- Следы остаются (Галкина) 1982
- Рудин (Дарья Михайловна Ласунская, богатая помещица) 1982
- Встретимся в метро (Серафима Николаевна) 1985